# Шпон (полиграфия)
Шпон — типографский пробельный материал в виде тонких, легко изгибающихся пластинок, используемый при изготовлении печатных форм способа высокой печати. Шпон не достигает высоты шрифта. Предназначен для увеличения промежутков между строками (интерлиньяжа) при ручном наборе. Длина шпонов — от 1¼ до 6 квадратов, кегль — от 1 до 4 пунктов. Для шпон употреблялась смесь, состоящая из 85 % свинца и 15 % сурьмы.
Вместо шпона может быть использован бастардный кегль.